# ダイワ薬品
ダイワ薬品株式会社（だいわやくひん）は、 愛媛県松山市に本社を置く、医療用医薬品、動物用医薬品、一般医薬品、検査試薬、医療機器・用具等の卸販売する企業であった。現在アルフレッサグループの一社「四国アルフレッサ」である。       

## 概要
- 創業　1946年（昭和21年）6月17日[1]
- 資本金 　6000万円
- 代表取締役社長　成岡力
- 専務　鎌田豊美
- 常務　鷹尾藤吾

## 大株主
- 三共
- 須藤靖子
- 藤沢薬品
- 第一製薬
- 高藤数雄
- 梶野哲司

## 沿革
- 1970年（昭和45年）11月「厚生薬品」「須藤薬品」と合併し「ダイワ薬品株式会社」と商号変更
- 2003年（平成15年）10月　「アスティス株式会社」「弘和薬品株式会社」「株式会社コバショウ」の4社の薬粧部門を合併し「株式会社青瑛」設立
- 2005年（平成17年）4月1日　岡内勧弘堂（香川県）・弘和薬品とともに、株式交換によりアルフレッサ ホールディングスの完全子会社となる[1]。
- 2005年（平成17年）10月1日　岡内勧弘堂・弘和薬品と合併、「四国アルフレッサ株式会社」発足[1]。

## 主な取引メーカー
- 三共
- 藤沢薬品
- ノバルティス・ファーマ
- 小野薬品
- 第一製薬
- 明治製菓
- 杏林製薬
- 富山化学

## 営業所
- 愛媛県:松山市・今治市・新居浜市・大洲市
- 香川県:高松市
- 高知県:中村市